# Linia kolejowa Okmiany – Karpėnai
Linia kolejowa Okmiany – Karpėnai – towarowa linia kolejowa na Litwie łącząca stację Okmiany ze ślepą stacją Karpėnai.
Linia na całej długości jest niezelektryfikowana i jednotorowa.

## Historia
Linia powstała w czasach przynależności tych terenów do Związku Sowieckiego. Od 1991 znajduje się w granicach Litwy.